# 結城秀康
結城秀康（日语：／ Yūki Hideyasu，1574年3月1日—1607年6月2日），又名（日语：／ Matsudaira Hideyasu），日本戰國時代、安土桃山時代的武將、江戶時代初期大名。德川家康次子。越前國北之庄藩（福井藩）初代藩主，越前松平家宗家初代。

## 生涯

### 出生
天正2年（1574年），出生於遠江國濱松，為德川家康的次男，母親是側室於萬之方（長勝院），三河國池鯉鮒明神的社人永見吉英的女兒。於萬之方是家康的正室築山殿的侍女，受到家康的寵幸後懷孕，但是擔憂到築山殿的忌妒心，家康於是將於萬交給重臣本多重次照顧，因此，秀康並不是出生在家康的居城濱松城，而是濱松城下的有富見村（宇布見村，現在的濱松市西區雄踏町宇布見）擔任濱名湖周邊的船隻、兵糧奉行的領主中村源左衛門正吉的家屋裡出生。由於這樣的關係，日後福井藩的歷代藩主在參勤交代之際，一直有接受中村家提供的酒食的慣例．有一說於萬是生下雙生子，另一子被認為是永見貞愛。

### 少年時期
秀康幼名於義伊（於義丸/義伊丸/義伊松），年幼的時候受到父親家康的厭惡，直到滿三歲才正式面見家康，不過這還是因為兄長松平信康憐憫異母弟被冷淡對待，才主導了這樣的會面。受到冷落的理由據說是秀康作為雙生子出生，而當時認為雙子與犬畜無異，因為這樣的忌諱而遭到厭惡。
天正七7年（1579年），信康的正室織田德姬以書信告知父親織田信長，信康的母親築山殿和武田勝賴有所勾結，並打算奪取德川家，最後家康在信長的壓迫下命令信康切腹自盡（近年來也有信康與家康對立而被命令切腹的說法）。長子信康去世後，次子於義伊照理來講就是德川家的繼承人，然而天正12年（1584年）的小牧長久手之戰後，作為家康與羽柴秀吉達成議和的條件之一，於義伊以養子的身分（實際上是人質）交給秀吉，於是家康的繼承人就成了異母弟的長松（之後的德川秀忠）。

### 羽柴家養子
跟隨秀康的有傅役的小栗大六（小栗重國）和小姓的榊原勝千代・本多仙千代（本多成重。重次的嫡男，之後和堂兄弟的源四郎（本多富正）作交換），家康並以名為童子切的刀還有領地作為餞別．成為秀吉養子的同年12月22日，11歲的於義伊舉行元服儀式，取養父秀吉的「秀」一字和父親家康的「康」一字，正式改名為羽柴秀康，封河內國一萬石，任從五位下侍從兼三河守。
天正15年（1587年）九州征伐，十四歲的秀康初次上陣，擔任攻打豐前國岩石城的先鋒，之後日向國平定戰也有建立卓越的功績。天正十六16年（1588年），被賜與豐臣這個姓氏。天正18年（1590年）的小田原征伐、天正20年（文祿元年）（1592年）開始的文禄・慶長之役秀康也有出陣。
只不過，在這之前的天正17年（1589年），秀吉的親生兒子鶴松出生，4個月後秀吉指名鶴松為豐臣家的繼承人，因此秀康和秀吉的其他養子一樣，必須再度以養子的身分送往他家。

### 結城家養子
就在天正18年（1590年），秀康娶下總國結城的大名，結城晴朝的養女鶴姬（晴朝的外甥女，生父江戶重通）為正室，同時繼承結城家的十萬一千石，正式改名為結城秀康。秀吉去世後的慶長5年（1600年），發生關原之戰，秀康奉家康之命牽制下野宇都宮氏和會津上杉氏，關原之戰結束後，秀康轉封越前國北庄六十七萬石。慶長10年（1605年），秀康升為正三位權中納言，因此被稱為越前中納言。不過在慶長12年（1607年）閏4月8日，正值英年的秀康在越前病逝，享年三十四歲。
初葬於結城的孝顯寺院，後改葬於福井淨光院。正室鶴姬在秀康死後，改嫁權大納言烏丸光廣，元和七年（1621年）在福井去世。據說，鶴姬和秀康之間生有一女，但一般則認為，鶴姬和秀康並無子女。而二代忠直的母親是側室於岡山之方（中川氏）。而較有名的側室，是中川氏，三好氏，小田氏。

### 越前移封之後
秀吉死後的慶長5年（1600年），秀康參加關原之戰的前哨戦—會津征伐。上杉景勝支持石田三成討伐家康而舉兵，德川家康在小山評定時決定，自己率領的主力部隊經東海道行軍，而別働隊由秀忠率領並經中山道（東山道）進軍，而秀康在家康往西行軍期間，在宇都宮壓制住上杉景勝。
關原之後，秀康得家康由下總10萬1000石加封至越前北莊75萬石。在慶長9年（1604年）獲得恢復松平之姓。
慶長10年（1605年）昇任為權中納言。慶長11年（1606年）9月21日命令留守在伏見城。但因為病重的緣故無法履行職務，於慶長12年3月1日回歸越前，並在同年4月8日死去，享年34歲。
遺體在曹洞宗的孝顯寺進行火葬，定戒名為孝顯寺殿前三品黄門吹毛月珊大居士，帰依的浄土宗的德川家和松平家也參加葬禮。家康為了悼念他，招攬知恩院的滿譽上人建立新的運正寺，並將秀康改葬於此，改戒名為淨光院殿前森巖道慰運正大居士。越前松平家由秀康的嫡子忠直繼承。

## 逸話
- 在秀吉的養子之中最勇武善戰，也是家康諸子中最能打的，非常出色的戰將級人物，使用天下三名槍之一的「御手杵」，但是個性火爆粗魯。
- 根據「大久保家留書」的紀載，慶長5年（1600年），家康向重臣們提問該由誰來繼位。本多忠勝和本多正信與正信之子本多正純皆推薦秀康來做繼承者，結果除了大久保忠隣之外無人支持德川秀忠。不過推薦早已丟出去當別家養子又是庶出身分的秀康有違常理，因此大久保家書可信度極低。

## 秀康的子孫
結城家社稷由五男直基（勝山藩3万石→大野藩5万石→山形藩15万石→姬路藩15万石。在入主姬路前逝世）繼承。後來改稱松平，棄用原有結城的名平（但此系松平家繼續使用結城家家紋「巴紋及桐紋」）。
秀康有10名子女，越前藩由嫡子松平忠直繼承（忠直是松平姓）。至於忠直妻子是2代將軍德川秀忠三女勝姬。忠直與勝姬之子松平光長。松平光長在93歳死去。光長有兩名妹妹被嫁去公家。秀康其餘5人男子是越前松平家成員，現在仍有子孫繼承。秀康的其他子女為忠直、忠昌、直政、直基、直良及喜佐姬。
在全國大名當中，越前藩是御三家以外獲得大名優待的大名家，但只限在秀康時代出現。分家為明石藩松平家以及前橋藩松平家等家。

## 官職位階履歷
※日期＝舊曆
- 天正二年（1574年）二月八日，出生於宇布見的中村家，是德川家康的次子。
- 天正十二年（1584年）十月，成為羽柴（豐臣）秀吉的養子。改苗字為羽柴。元服，羽柴秀吉賜一字，改名為秀康。任從五位下侍從兼三河守
- 天正十三年（1585年）七月十一日、従四位下左近衛権少将。三河守如元。
- 天正十七年（1589年）五月，成為結城晴朝的養子。
- 天正十八年（1590年）八月六日，繼承結城家家督。
- 慶長二年（1597年）九月二十八日、任参議
- 慶長五年（1600年）十一月十五日、封越前國北庄。
- 慶長八年（1603年）一月十一日、參議辭職。二月二十五日，任從三位。
- 慶長十年（1605年）七月二十六日，任權中納言
- 慶長十一年（1606年）一月十日、權中納言辭任。
- 慶長十二年（1607年）任正三位，六月八日、病逝，享年三十四歲。
- 明治三十五年（1902年）九月十一日，贈正二位。

## 家族

### 妻妾
- 正室：結城鶴姬
- 側室：於岡山之方（中川氏）
- 側室：於奈和之方（織田氏）
- 側室：於駒之方（三谷氏）
- 側室：於布佐之方
- 側室：三好氏
- 側室：小田氏
- 側室：津田氏

### 子女
- 長女：
- 長子：松平忠直（母於岡山之方）
- 次子：松平忠昌（母於岡山之方）
- 次女：松平喜佐姬（母於駒之方），毛利秀就室
- 三子：松平直政（母於駒之方）
- 四子：松平直基（母小田氏）
- 五子：吉松（母於布佐之方）
- 六子：松平直良（母於奈和之方）

## 登場作品
小說
- 家康之子（中央公論新社、植松三十里（日语：植松三十里）著）
- 天下奪回 黑田長政與結城秀康之策謀（河出書房新社、北澤秋（日语：北沢秋）著）
- 越前宰相秀康（文藝春秋、梓澤要（日语：梓澤要）著）
- 結城秀康（學研、志木澤郁（日语：志木沢郁）著）
- 宿命的兄弟 德川秀忠與結城秀康（學研、坂上天陽著）
- 家康無情：結城秀康的生與死（評傳社、辻史郎著）
- 結城秀康：父為秀吉與家康的男人（PHP研究所、大島昌宏（日语：大島昌宏）著）
- 太閤之城 結城虎之介・殘月劍（PHP研究所、安部龍太郎著）

影視劇
- 德川家康（1964年、NET、演：木下清）
- 女太閤記（1981年、NHK大河劇、演：深見博之）
- 德川家康（1983年、NHK大河劇、演：堀秀行）
- 獨眼龍政宗（1987年、NHK大河劇、演：新田純一）
- 德川家康（日语：徳川家康 (1988年のテレビドラマ)）（1988年、TBS、演：小日向範威）
- 德川武藝帳：柳生三代的劍（日语：徳川武芸帳 柳生三代の剣）（1993年、TX、演：松田重治）
- 葵德川三代（2000年、NHK大河劇、演：岡本富士太）
- 出雲的阿國（日语：出雲の阿国_(小説)#テレビドラマ_2006年版（NHK））（2006年、NHK、演：中川浩三）
- 德川家康與三個女子（日语：徳川家康と三人の女）（2008年、EX、演：堀田那緒）
- 江~公主們的戰國~（2011年、NHK大河劇、演：前田健（日语：前田健 (タレント)））
- 影武者德川家康（日语：影武者徳川家康#テレビドラマ (2014年・テレビ東京「新春ワイド時代劇」)）（2014年、TX、演：前川泰之）

電玩遊戲
- 信長之野望系列
- 太閤立志傳系列
- 新鬼武者・夢之曙光
- 人中之龍 登場!

1. ↑  清水昇、川口素生 <德川一族> P163